# Bilmacivka, Icinea
Bilmacivka (în ucraineană Більмачівка) este o comună în raionul Icinea, regiunea Cernihiv, Ucraina, formată numai din satul de reședință.

## Demografie
Componența lingvistică a comunei Bilmacivka
     Ucraineană (98,18%)
     Rusă (1,68%)
     Alte limbi (0,14%)
Conform recensământului din 2001, majoritatea populației comunei Bilmacivka era vorbitoare de ucraineană (98,18%), existând în minoritate și vorbitori de rusă (1,68%).